# Pierre-Jean Le Breton
Pierre-Jean Le Breton est un prêtre catholique et homme politique français né le 8 mars 1752 à Rostrenen et mort le 21 février 1829 à Paris.

## Biographie
Fils d'un bailli de Quimperlé, il fait ses études à Quimper et les termine chez les Bénédictins de Tours, dans la congrégation desquels il entra en 1769.
Professeur de rhétorique à Marmoutier (1779), professeur de philosophie au Mans en 1780, de théologie et de morale (1782), puis de théologie à Compiègne en 1785, il est nommé, en 1786, secrétaire-greffier de la commission de réforme de l'École militaire de Beaumont-en-Auge, et est appelé à la chaire de droit canon de la congrégation à Paris.
Prieur d'Évron le 1er janvier 1783, prieur de l'abbaye bénédictine de Saint-Sauveur de Redon (septembre suivant), il est élu, le 18 avril 1789, député suppléant du clergé de la sénéchaussée de Vannes aux États généraux. Admis à siéger, le 10 octobre 1789, en remplacement de l'abbé Loaisel démissionnaire, il se montre ardent partisan des réformes, réclame (février 1790) l'indulgence de l'Assemblée en faveur des incendiaires et pillards qui dévastaient les campagnes, fait partie (7 février 1790) du comité ecclésiastique dont il devient le secrétaire, et profite du décret du 13 février qui abolissait les vœux monastiques, pour déclarer par écrit qu'il quitte le cloître.
Il prête serment à la constitution civile du clergé, et, après la session, est nommé curé constitutionnel de Loudéac (octobre 1791).
René Kerviler raconte qu'il inaugure son presbytère en y donnant un bal le jour de la Toussaint. Quelques jours après, il est élu membre du conseil général de la commune de Loudéac, puis, en septembre 1792, président du district.
Le 8 pluviôse an II, il est appelé aux fonctions d'agent de la fabrication des salpêtres, puis (6 pluviôse an III) à celles de préposé aux triages des titres du district de Quimper. Commis à l'administration centrale du département (vendémiaire an IV), il devient, en ventôse, conservateur des hypothèques à Quimper. Le rétablissement du culte ayant rendu sa situation difficile dans la catholique Bretagne, il obtient, en fructidor an VIII, la place de conservateur de la bibliothèque de la Cour de cassation à Paris. Il en publie le catalogue en 1819, et fait partie de l'Académie celtique et de la Société des Antiquaires de France qui prend la place de cette Académie.
Le Moniteur le confond avec son homonyme, Roch Pierre François Lebreton, conventionnel d'Ille-et-Vilaine.

## Sources
- Dictionnaire des parlementaires français de 1789 à 1889 (Adolphe Robert et Gaston Cougny)